# Сумская улица (Москва)
Сумска́я у́лица (название утверждено в 1968 году) — улица в Южном административном округе города Москвы на территории района Чертаново Северное. Пролегает от Дорожной до Чертановской улицы. Нумерация домов начинается от Дорожной улицы.
Продолжением улицы на запад за Чертановскую улицу является Сумской проезд, затем делающий полукруг, снова пересекающий Чертановскую улицу и возвращающийся к Варшавскому шоссе.
Параллельно Сумской (южнее) проходит Днепропетровская улица, отделённая от Сумской улицы сквером.

## Происхождение названия
Названа по городу Сумы, областного центра Сумской области Украины, в связи с расположением на юге Москвы среди улиц, носящих названия по географическим объектам Украины. В 1965 году названия, связанные с Крымом и югом Украины, получил «куст» улиц в Зюзине (севернее Балаклавского проспекта), и улицы в Чертанове в 1968 году получили названия по областным центрам (Сумы, Днепропетровск, Кировоград), не использованным ранее.

## Примечательные здания и сооружения
По нечётной стороне:
По чётной стороне:
- № 12/17 — жилой дом. Здесь жил кинорежиссёр Вадим Зобин[3].

## Транспорт
- Станция метро: «Южная» — на пересечении с Кировоградской улицей.
- Автобусы №  с908, с914, с960, с988, м97, 922, 938, 980 (только от метро «Южная», в обратную сторону следуют по Днепропетровской улице).